# Válejšovití
Válejšovití (Anomochilidae) je čeleď málo známých druhů hadů žijících v západní Malajsii a na Sumatře.
V současnosti jsou známy dva druhy Anomochilus leonardi a Anomochilus weberi. Oba hadi jsou velmi málo známí, zatím nejsou známy žádné poddruhy. Na horních čelistech nemají zuby, na břiše mají dva drobné drápky, což jsou zbytky končetin. Na hlavě mají drobné štítky, tělo je taktéž pokryto drobnými šupinami. Tělo je válcovité, hlava není příliš zřetelně oddělena od krku, mají krátký a silný ocas. Jsou patrné zbytky pánevního pletence. Kosti v lebce jsou poměrně hodně srostlé, takže nemohou lovit větší kořist. Většinou nedosahují více než 30 centimetrů délky. Čeleď těchto hadů je společně s čeledí Cylindrophidae velmi často řazena do čeledi Aniliidae, kde je prezentována jako pouhý rod hadů. V současnosti je však uznávána jako samostatná čeleď.